# 니시이치노미야역
니시이치노미야역(일본어: 西一宮駅)은 일본 아이치현 이치노미야시에 위치한 나고야 철도 비사이선의 철도역이다. 역 번호는 BS 21이며, 단선 승강장 1면 1선의 구조를 갖춘 고가역이다.

## 타는 곳
| ■ 비사이 선 | 하행 | 다마노이 방면   |
| ■ 비사이 선 | 상행 | 이치노미야 방면 |

## 이용 현황
- 2013년 기준 : 348명

## 역 주변
- 국도 제155호선
- 이나리 공원

## 인접 역
| 나고야 철도 비사이선                 | 나고야 철도 비사이선 | 나고야 철도 비사이선         |
| ------------------------------------ | -------------------- | ---------------------------- |
| NH 50 메이테쓰이치노미야 야토미 방면 | ■ 비사이선           | 가이메이 BS 22 다마노이 방면 |